# بخش جلاپا
بخش جلاپا (به اسپانیایی: Departamento de Jalapa) یک منطقهٔ مسکونی در گواتمالا است که در گواتمالا واقع شده‌است. بخش جلاپا ۲٬۰۶۳ کیلومتر مربع مساحت و ۳۴۲٬۹۲۳ نفر جمعیت دارد.